# 레안드루 코스타 미란다
레안드루 코스타 미란다(1983년 7월 18일 ~ )는 브라질의 축구 선수이다. 포지션은 공격수이다. 현재 보아비스타 SC에서 뛰고 있다. K리그시절 등록명은 레안드롱이었다.